# Mesterholdenes Europa Cup i håndbold 1984-85 (kvinder)
Mesterholdenes Europa Cup i håndbold 1984-85 for kvinder var den 25. udgave af Mesterholdenes Europa Cup i håndbold for kvinder. Turneringen havde deltagelse af 24 hold, som var blevet nationale mestre sæsonen forinden, samt de jugoslaviske sølvvindere fra RK Lokomotiva Mostar, eftersom mesterholdet RK Radnički allerede var kvalificeret til turneringen som forsvarende mester. Den blev afviklet som en cupturnering, hvor alle opgørene blev afviklet over to kampe, hvor holdene mødtes både ude og hjemme.
Turneringen blev vundet af Spartak Kijev fra Sovjetunionen, som i finalen over to kampe besejrede RK Radnički fra Jugoslavien med 41-31. Det var tiende gang i turneringens historie, at Spartak Kijev vandt titlen, mens RK Radnički var i finalne for sjette sæson i træk.
Danmarks repræsentant i turneringen var de danske mestre fra Helsingør IF, som blev slået ud i 1/8-finalen, hvor holdet over to kampe tabte med 29-65 til de senere vindere Spartak Kijev fra Sovjetunionen.

## Resultater

### 1/16-finaler
| Dato   | Dato   | Hjemmehold i 1. kamp | Udehold i 1. kamp | Resultat | Resultat | Resultat |
| 1.kamp | 2.kamp | Hjemmehold i 1. kamp | Udehold i 1. kamp | Samlet   | 1.kamp   | 2.kamp   |
| ------ | ------ | -------------------- | ----------------- | -------- | -------- | -------- |
| –      | –      | Spartak Kijev        | Aris Nikeas SC    | w.o.     | –        | –        |
| ?      | ?      | Helsingør IF         | KF Fram           | 41–33    | 21-15    | 20-18    |
| ?      | ?      | SC Leipzig           | Wakefield Metros  | 83–23    | 46-11    | 37-12    |
| ?      | ?      | RK Lokomotiva Mostar | SSV Forst Brixen  | 68–36    | 37-17    | 31-19    |
| ?      | ?      | HBC Bascharage       | Niloc             | 19–53    | 11-25    | 08-28    |
| ?      | ?      | Bækkelagets SK       | WKS Śląsk Wrocław | 39–43    | 23-19    | 16-24    |
| 14.10. | ?      | BM Iber              | Harazim Ramat Gan | 40–27    | 26-14    | 14-13    |
| ?      | ?      | Stade Français       | RTV 1879 Basel    | 38–30    | 16-10    | 22-20    |
| ?      | ?      | Arçelik Istanbul     | Ştiinţa Bacău     | 30–67    | 14-37    | 16-30    |

### Ottendedelsfinaler
| Dato   | Dato   | Hjemmehold i 1. kamp    | Udehold i 1. kamp     | Resultat | Resultat | Resultat |
| 1.kamp | 2.kamp | Hjemmehold i 1. kamp    | Udehold i 1. kamp     | Samlet   | 1.kamp   | 2.kamp   |
| ------ | ------ | ----------------------- | --------------------- | -------- | -------- | -------- |
| ?      | ?      | Helsingør IF            | Spartak Kijev         | 29–65    | 18-33    | 11-32    |
| ?      | ?      | TSV Bayer 04 Leverkusen | Tatran Prešov         | 43–41    | 25-14    | 18-27    |
| ?      | ?      | SC Leipzig              | RK Lokomotiva Mostar  | 42–39    | 24-15    | 18-24    |
| ?      | ?      | Niloc                   | VIF G. Dimitrov Sofia | 44–54    | 20-23    | 24-31    |
| ?      | ?      | Polisens IF             | WKS Śląsk Wrocław     | 43–40    | 21-19    | 22-21    |
| ?      | ?      | BM Iber                 | Hypobank Südstadt     | 35–60    | 20-29    | 15-31    |
| ?      | ?      | Ştiinţa Bacău           | Budapesti Spartacus   | 56–53    | 29-22    | 27-31    |
| ?      | ?      | Stade Français          | RK Radnički           | 29–60    | 15-27    | 14-33    |

### Kvartfinaler
| Dato   | Dato   | Hjemmehold i 1. kamp    | Udehold i 1. kamp     | Resultat | Resultat | Resultat |
| 1.kamp | 2.kamp | Hjemmehold i 1. kamp    | Udehold i 1. kamp     | Samlet   | 1.kamp   | 2.kamp   |
| ------ | ------ | ----------------------- | --------------------- | -------- | -------- | -------- |
| ?      | ?      | TSV Bayer 04 Leverkusen | Spartak Kijev         | 30–45    | 14-21    | 16-24    |
| ?      | ?      | SC Leipzig              | VIF G. Dimitrov Sofia | 49–42    | 24-18    | 25-24    |
| ?      | ?      | Hypobank Südstadt       | Polisens IF           | 61–29    | 28-10    | 33-19    |
| ?      | ?      | Ştiinţa Bacău           | RK Radnički           | 44–45    | 22-19    | 22-26    |

### Semifinaler
| Dato   | Dato   | Hjemmehold i 1. kamp | Udehold i 1. kamp | Resultat | Resultat | Resultat |
| 1.kamp | 2.kamp | Hjemmehold i 1. kamp | Udehold i 1. kamp | Samlet   | 1.kamp   | 2.kamp   |
| ------ | ------ | -------------------- | ----------------- | -------- | -------- | -------- |
| ?      | ?      | Spartak Kijev        | SC Leipzig        | 47–35    | 23-18    | 24-17    |
| ?      | ?      | RK Radnički          | Hypobank Südstadt | 40–37    | 19-16    | 21-21    |

### Finale
| Dato   | Dato   | Hjemmehold i 1. kamp | Udehold i 1. kamp | Resultat | Resultat | Resultat |
| 1.kamp | 2.kamp | Hjemmehold i 1. kamp | Udehold i 1. kamp | Samlet   | 1.kamp   | 2.kamp   |
| ------ | ------ | -------------------- | ----------------- | -------- | -------- | -------- |
| ?      | ?      | Spartak Kijev        | RK Radnički       | 41–31    | 23-16    | 18-15    |